# Hedwigskirche (Zabrze)

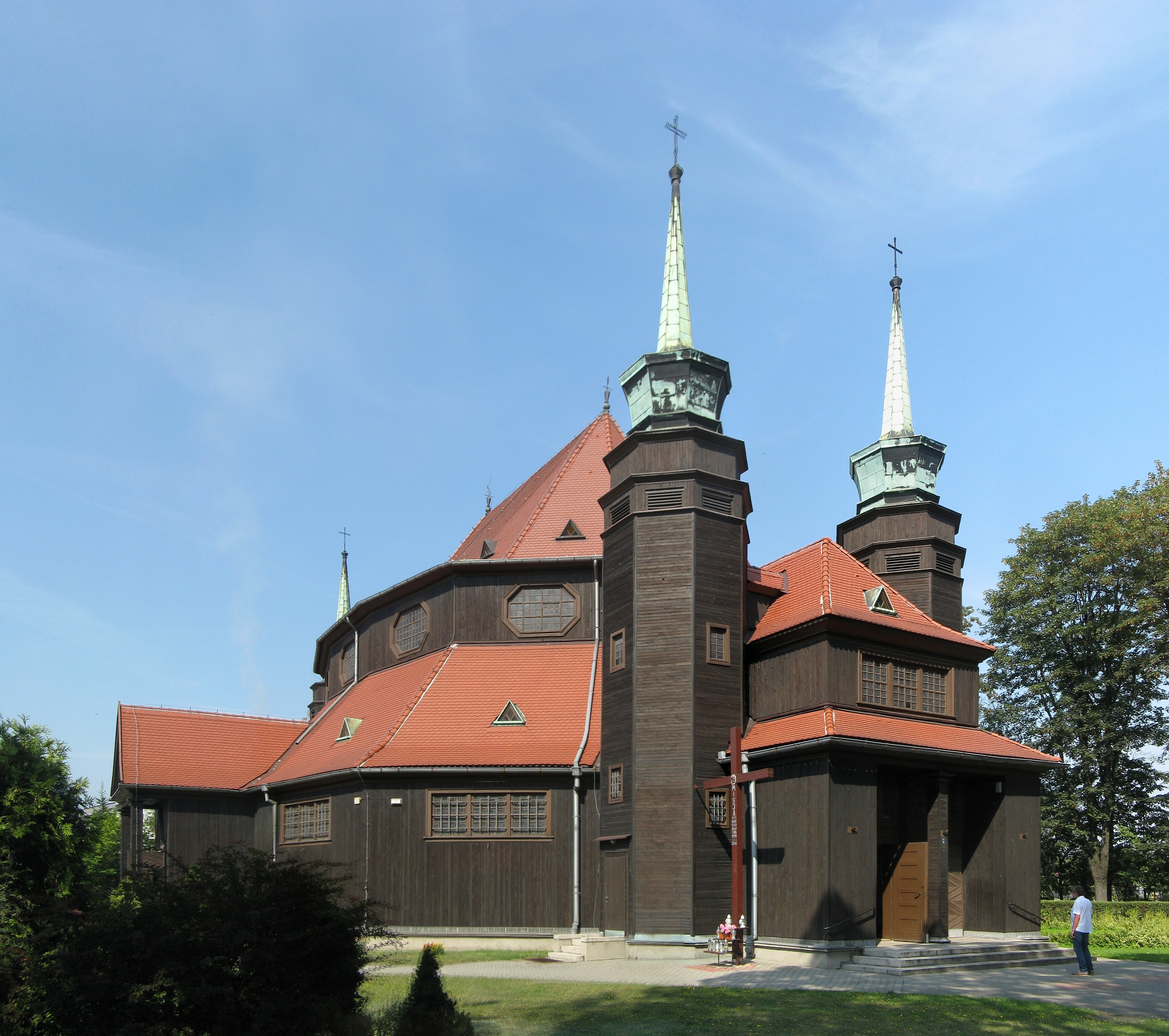
Blick auf die Hedwigskirche

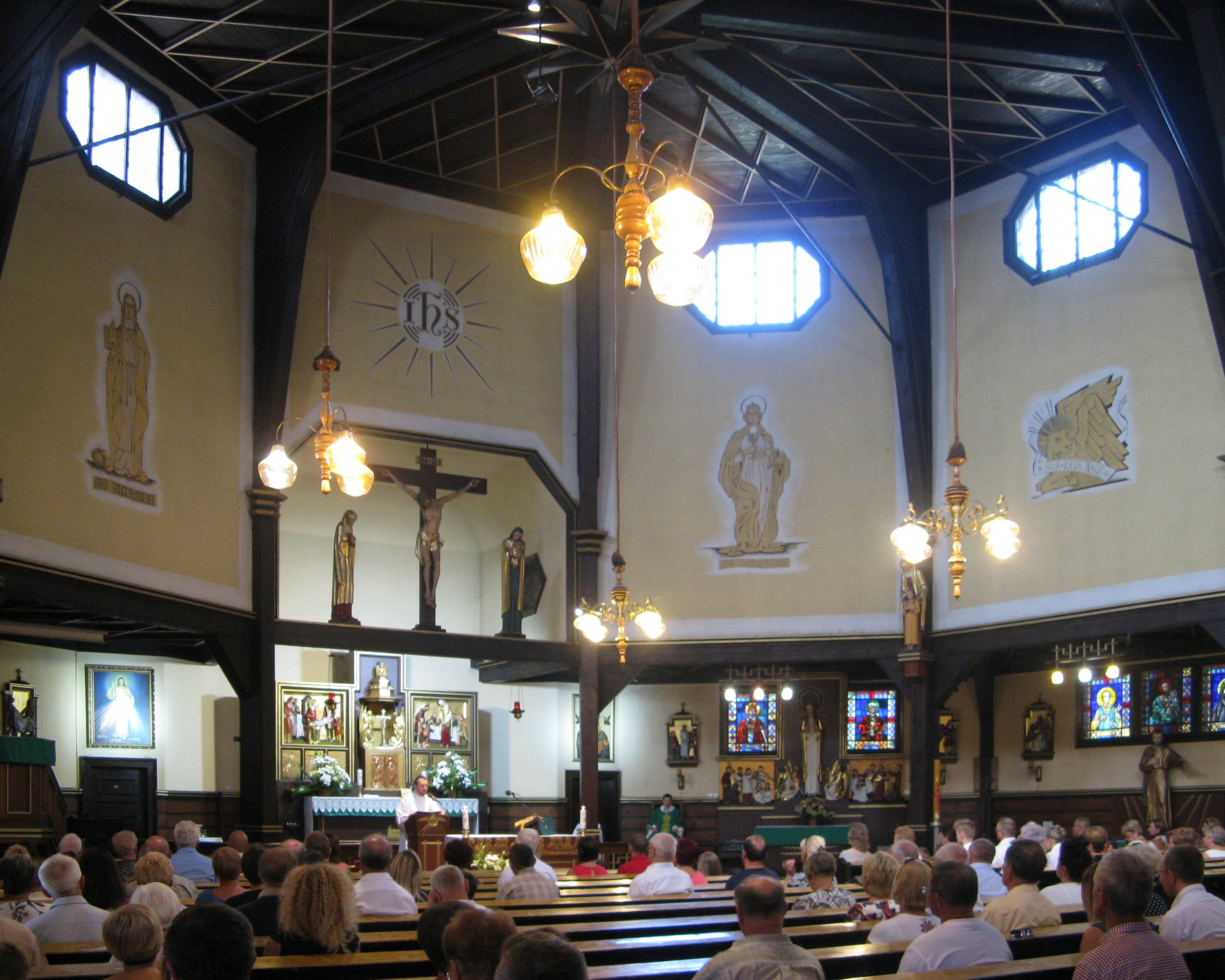
Innenansicht

Die Hedwigskirche im oberschlesischen Zabrze (Hindenburg O.S.) ist eine katholische Pfarrkirche. Die denkmalgeschützte moderne Holzkirche im expressionistischen Stil mit vier Kirchtürmen stammt aus den 1920er Jahren und ist der heiligen Hedwig von Schlesien (1174–1243) geweiht. Die Hedwigskirche gehört der Pfarrgemeinde St. Hedwig in Zabrze (Hindenburg O.S.) im Dekanat Zabrze des Bistums Gliwice an. Sie befindet sich im Stadtteil Zaborze an Ulica Wolności 504.
Durch ihren expressionistischen Stil unterscheidet sie sich deutlich von anderen Kirchen in Oberschlesien. Im Volksmund wurde sie auch als Kumpelkirche bezeichnet.

## Geschichte
Initiator des Kirchenneubaus im damaligen deutschen Anteil Oberschlesiens war Pfarrer Joseph Bennek. 1926 wurde das Grundstück erworben. Der Entwurf der Kirche stammt vom Architekten Karl Kattentidt (1865–1931), der auch Bauleiter war. Der Bau der Kirche begann am 16. Mai 1928, am 8. Juli 1928 erfolgte die Grundsteinlegung durch Pfarrer Joseph Bennek, 1929 wurde sie vollendet. Am 30. August 1932 wurde die Kirche geweiht.

## Architektur
Wegen Bergwerksschäden musste die Kirche im Leichtbau gebaut werden. Kattenntidt war durch seine mehrjährige Tätigkeit in Clausthal mit der Holzbauweise der Kirchen im Harz bekannt. Der Entwurf orientierte sich an den historischen oberschlesischen Schrotholzkirchen, beruht aber auf einem atypischen Zentralbau.
Das dodekagonale Kirchenschiff (zwölfeckig, dabei grob betrachtet oval) ist von einem Kapellenumgang umgeben und seitlich von rechteckigen Vorhallen und, im Westen, vom Chor flankiert. Vier Türme in den Zwickeln zwischen Schiff, Vorhallen, und Chor tragen kronenartige Helme, die die Patronin Hedwig symbolisieren.
Im Inneren der Kirche befinden sich sechs Altäre. Der Hauptaltar ist ein Werk von Franz Schink aus Beuthen. Die Orgel wurde 1930 eingebaut und stammte ursprünglich aus der Kirche in Leuthen bei Breslau und wurde dort 1833 durch die Firma Gebrüder Walter erbaut.